# Lucas Andújar
Lucas Andújar (Quilmes, Buenos Aires, 25 de noviembre de 1996) es un basquetbolista argentino que actualmente juega en las posiciones de base y escolta para el Oberá de la Liga Nacional de Básquet de Argentina. En 2024 fue reconocido como el Jugador Revelación de la temporada 2023-24 de la LNB.

## Trayectoria
Nacido en una familia muy vinculada al básquetbol, jugó desde muy joven en las divisiones formativas de Moreno y Quilmes. A los 15 años fue reclutado por San Lorenzo de Chivilcoy, club en el que haría su debut como profesional en 2013 mientras el equipo militaba en el Torneo Nacional de Ascenso. Tras el descenso de los chivilcoyanos al Torneo Federal de Básquetbol en 2014, Andújar permaneció un año más allí antes de incorporarse como ficha juvenil a La Unión de Colón, lo que le daría una nueva oportunidad de disputar el TNA.
De todos modos en 2016 volvió al TFB, esta vez como refuerzo de Racing de Chivilcoy. Luego de dos temporadas en la tercera categoría del básquetbol profesional argentino, los chivilcoyanos consiguieron el ascenso a La Liga Argentina tras consagrarse campeones del TFB en 2018. Andújar continuó en el equipo, pero asumiendo ahora un papel de suplente.
Por ese motivo en agosto de 2019 -luego de haber jugado y ganado la Liga Metropolitana con el Wilde Sporting Club- retornó al TFB, ahora como jugador de Presidente Derqui.
A comienzos de 2021 desembarcó en Zárate Basket, club con el que iría de la tercera a la primera categoría en menos de tres años. En su primera temporada en la Liga Nacional de Básquet, la 2023-24, fue reconocido como el Jugador Revelación del Año.
En julio de 2024 se incorporó a Peñarol de Mar del Plata. Al culminar la temporada, pasó a las filas de Oberá.